# Sir Seewoosagur Ramgoolam International Airport
De Sir Seewoosagur Ramgoolam International Airport is een internationale luchthaven in het zuidoosten van het eiland en land Mauritius. De luchthaven ligt bij het dorp Plaine Magnien in het district Grand Port op 48 kilometer ten zuidoosten van Port Louis, de hoofdstad. Het is de thuisbasis en belangrijkste hub voor Air Mauritius.  De luchthaven was in de jaren zeventig en tachtig gekend als Plaisance Airport.
De luchthaven heeft directe vluchten naar verschillende bestemmingen in Afrika, Azië, Europa. Airports of Mauritius Co. Ltd (AML) is de eigenaar en exploitant van de luchthaven, de regering van Mauritius is de belangrijkste aandeelhouder van AML.
De luchthaven verwerkte in 2010 2,5 miljoen reizigers. Dit was in 2017 gestegen tot 3,7 miljoen passagiers.

## Geschiedenis
Als onderdeel van de verdediging van Mauritius begon de regering van de Britse kroonkolonie in 1942 aan de bouw van een vliegveld van de Fleet Air Arm van de Royal Navy bij Plaine Magnien in de buurt van Mahébourg. Die vliegbasis werd vervolgens overgedragen aan de Royal Air Force aan het einde van de Tweede Wereldoorlog. Vlak na de oorlog startte de burgerluchthaven en de activiteiten van de civiele luchthaven gaven een impuls aan de Mauritiaanse economie.
De eerste lijnvlucht naar het eiland Rodrigues werd gemaakt op 10 september 1972, een Vlucht van Air Mauritius van de luchthaven naar de Plaine Corail Airport (nu Sir Gaëtan Duval Airport) op Rodrigues met behulp van een Twin Otter (3B-NAB). Later werden de Twin Otters vervangen door ATR 42-300 en ATR 42-500 twin turboprops.
Vlucht Suid-Afrikaanse Lugdiens 295 in route voor de luchthaven stortte vooraleer te kunnen naderen op 28 november 1987 in de Indische Oceaan waarbij 159 overledenen te betreuren vielen en niemand de vliegramp overleefde.
In 1986 en 1987 werden infrastructuurwerken uitgevoerd op de luchthaven, in die periode aangeduid als Plaisance Airport, om grotere vliegtuigen te huisvesten. Zo werd een nieuwe terminal gebouwd met aviobruggen om te voldoen aan de verwachte toename van de groei van het verkeer, een parkeerplaats vlak bij de terminal en douanediensten voor internationale routes. De nieuwe terminal bestond uit twee verdiepingen en had vier gates met jet bridges zodat vier vliegtuigen tegelijk konden boarden. 
In december 1987 bij de opening van de nieuwe terminal kreeg de luchthaven zijn huidige naam als Sir Seewoosagur Ramgoolam International Airport. De luchthaven is genoemd naar Seewoosagur Ramgoolam (1900 - 1985), van 1961 tot 1968 de chief minister was van de lokale koloniale regering, die in die functie zijn land in 1968 naar onafhankelijkheid had geleid en van 1968 tot 1982 de eerste premier van het land was, en vervolgens van 1983 tot zijn overlijden in 1985 de Governor-General van het land was.
In september 2013 werd een bijkomende terminal met een oppervlakte van 57.000 m² en vijf extra gates in gebruik genomen. De terminal heeft de vorm van de plaatselijke reizigersboom. Stroomvoorziening wordt geleverd met zonne-energie middels fotovoltaïsche cellen. Een van de vijf gates was voorzien op de behandeling van een Airbus A380. 
Emirates, dewelke sinds 2002 vliegt op Mauritius met een Boeing 777, maakte op 12 maart 2013, de 45e verjaardag van de onafhankelijkheid van Mauritius, Emirates haar eerste Airbus A380-vlucht naar het eiland. De A380 werd vast ingezet sinds eind december 2013, drie maanden na de opening van de nieuwe terminal.  Vervolgens werd in 2014 de oudere terminal aangepakt voor een grondige renovatie.
;